# Primo de Belfegor

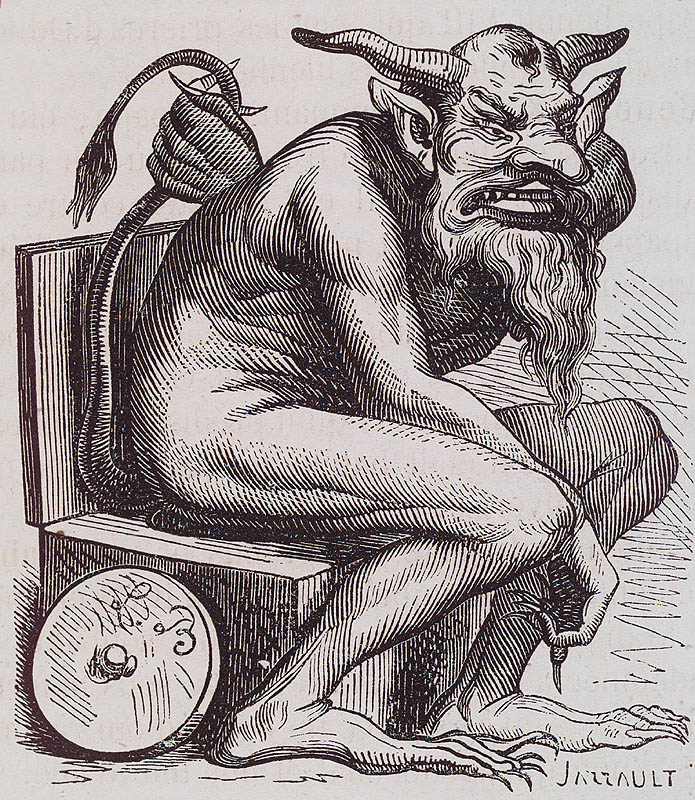
Belfegor

Primo de Belfegor é um número primo com 31 dígitos ({\displaystyle \ 1\;000\;000\;000\;000\;066\;600\;000\;000\;000\;001\,}) (Um nonilhão, sessenta e seis quatrilhões, seiscentos trilhões e um).
O nome Belphegor refere-se a um dos Sete Príncipes do Inferno, um demónio que seduz as pessoas através de inventos engenhosos que supostamente lhes proporcionarão riqueza. A ideia de dar este nome ao número primo em causa foi dada por Clifford A. Pickover (editor e colunista dos Estados Unidos nos campos de ciência e ficção científica, inovação e creatividade), já que o número em si contém elementos considerados supersticiosos:
- A sequência 666 que aparece no centro está associada ao chamado Número da Besta, ou do diabo.
- O 666 está rodeado por ambos os lados por treze zeros, que a superstição muitas vezes considera como um número de azar.
- No total tem 31 dígitos, e 31 lido ao contrário dá 13. Este número é palíndromo (ou capicua).